# Parafia Podwyższenia Krzyża Świętego w Smardach Górnych
Parafia Świętego Krzyża – polska rzymskokatolicka parafia we wsi Smardy Górne, należąca do dekanatu wołczyńskiego w diecezji kaliskiej.

## Historia parafii
Pierwsze wzmianki o parafii w Smardach Górnych pochodzą z 1376 roku. Obecny kościół parafialny pw. Podwyższenia Krzyża Świętego pochodzi z 1893 roku. 
Proboszczem parafii od 1 sierpnia 2025 jest ks. Paweł Ponitka (od 10 lutego 2025 do 31 lipca 2025 pełniący urząd administratora). 

## Liczebność i zasięg parafii
W parafii zamieszkuje 1060 wiernych, a swym zasięgiem obejmuje ona miejscowości:
- Smardy Górne,
- Smardy Dolne,
- Markotów Duży[2].

## Inne kościoły i kaplice
Do parafii należą:
- kościół filialny św. Teresy od Dzieciątka Jezus w Markotowie Dużym,
- kaplica przedpogrzebowa św. Józefa w Smardach Górnych[2].